# Synoicum clavatum
Synoicum clavatum är en sjöpungsart som först beskrevs av Asajiro Oka 1927.  Synoicum clavatum ingår i släktet Synoicum och familjen klumpsjöpungar. Inga underarter finns listade i Catalogue of Life.